# Edrioasteroidea
Gli edrioasteroidi (Edrioasteroidea) sono una classe di echinodermi estinti, vissuti nei mari del Paleozoico. Apparvero nel Cambriano (anche se Arkarua dell'Ediacarano potrebbe essere stato già un edrioasteroide) e sopravvissero fino al Permiano (da 530 a 280 milioni di anni fa).

## Descrizione
Il piano corporeo di questa classe era semplice: il corpo principale (teca) era composto da una serie di piccole placche, da una zona d'inserzione e (in alcune specie) da una zona peduncolata che poteva estendersi o ritrarsi. La principale caratteristica degli edrioasteroidi era la presenza di cinque braccia, note come ambulacra, contenute all'interno del corpo e disposte a raggiera attorno alla bocca, che si trovava alla sommità del corpo. Le braccia crescevano seguendo una sorta di spirale, a volte nella stessa direzione. L'ano era situato sotto la regione della bocca ed era costituito da una serie di piccole placche triangolari, che andavano a formare un'area a forma di cono. Le varie specie di edrioasteroidi si distinguono in base alle differenze della curvatura ambulacrale e delle placche che ricoprivano gli ambulacra e la bocca. Lo stile di vita di questi animali era sessile, dal momento che vivevano spesso ancorati al terreno per mezzo di una colonnina costituita da piccole placche.